# Miloš Mijić
Miloš Mijić (in serbo Милош Мијић?; Zemun, 22 novembre 1989) è un calciatore serbo, centrocampista dello Spartak Subotica.

## Carriera
Ha giocato nella massima serie dei campionati serbo, sloveno, bosniaco e montenegrino.

## Palmarès

### Club

#### Competizioni nazionali
- Coppa del Montenegro: 1

Budućnost: 2018-2019